# Wilhelmine-Ernestine de Danemark
Wilhelmine Ernestine de Danemark et de Norvège (née le 20 ou 21 juin 1650 – décédée le 22 ou 23 avril 1706) est une électrice du Palatinat. Elle est la troisième des cinq filles du roi Frédéric III de Danemark et Sophie-Amélie de Brunswick-Calenberg.

## Biographie
Sa tante, Sophie de Hanovre, arrange un mariage entre sa nièce Wilhelmine Ernestine et son neveu Charles II du Palatinat, héritier de l'électorat du Palatinat. Les négociations du mariage commencent en 1669. Le couple est fiancé au palais d'Amalienborg au Danemark le 24 juin 1671. Le 14 août, Wilhelmine Ernestine quitte le Danemark avec un grand cortège jusqu'à Heidelberg, où a lieu la cérémonie de mariage le 20 septembre 1671.
Wilhelmine Ernestine reçoit une dot importante du Danemark, et elle reçoit également les villes de Germersheim et Oppenheim de Charles Ier Louis du Palatinat, son beau-père. La princesse sympathise avec sa belle-sœur Élisabeth-Charlotte de Bavière mais celle-ci est mariée quelques semaines plus tard au frère du roi de France, Philippe, duc d'Orléans.
Quelques mois plus tard, la guerre reprend entre la France et l'Empire. En 1674, au grand dam de la duchesse d'Orléans, le Palatinat, pays frontalier, est méthodiquement ravagé par la soldatesque française.
Au cours de la guerre de Scanie entre le Danemark et la Suède, en 1675-79, Wilhelmine Ernestine emprunte des fonds à son frère pour financer la guerre.
Le mariage est très malheureux. Charles est forcé par son père à se marier contre sa volonté, et n'aime pas le mariage depuis le début. Son comportement timide et son apparence physique ont élargi la distance entre eux. Wilhelmine Ernestine préfère la solitude au style de vie très social de Charles. En 1677, Charles, qui déteste son père, envisage de divorcer, mais ces plans n'ont jamais été réalisés. Ils n'ont pas d'enfants.
Le 28 août 1680, ils deviennent électeur et électrice du Palatinat. Le règne de Charles est marqué par sa dépendance à ses favoris. L'électeur décède le 26 mai 1685. En tant que veuve, elle vit avec sa sœur, Anne-Sophie de Danemark, au château de Lichtenburg en Saxe.